# 塔旺
塔旺（法語：Tavant，法語發音：[tavɑ̃]）是法国安德尔-卢瓦尔省的一个市镇，位于该省西南部，属于希农区。

## 地理
塔旺（47°7'33"N, 0°23'17"E）面积5.22 平方千米，位于法国中央-卢瓦尔河谷大区安德尔-卢瓦尔省，该省份为法国中西部省份，北起萨尔特省、东北接卢瓦-谢尔省，东南接安德尔省，南至维埃纳省，西临曼恩-卢瓦尔省。
与塔旺接壤的市镇（或旧市镇、城区）包括：布里宰、利勒布沙尔、莱姆雷、庞祖、萨济伊。

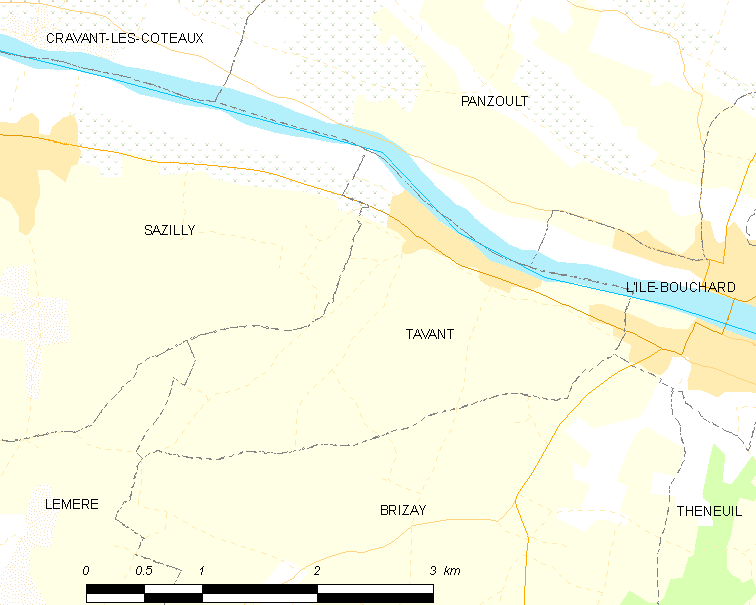
塔旺的OSM定位图

塔旺的时区为UTC+01:00、UTC+02:00（夏令时）。

## 行政
塔旺的邮政编码为37220，INSEE市镇编码为37255。

## 政治
塔旺所属的省级选区为图赖讷地区圣莫尔县。

## 人口

1962-2008年间塔旺人口变化图示

塔旺于2022年1月1日时的人口数量为267人。